# Agave attenuata
Az Agave attenuata az egyszikűek (Liliopsida) osztályának spárgavirágúak (Asparagales) rendjébe, ezen belül a spárgafélék (Asparagaceae) családjába tartozó faj.

## Előfordulása
Az Agave attenuata eredeti előfordulási területe Mexikó délnyugati és nyugati részei, beleértve a Kaliforniai-félszigetet is. Szívóssága miatt az ember betelepítette Líbiába, a portugál Madeira-szigetekre és az Olaszországhoz tartozó Szicíliára.

## Alfajai
- Agave attenuata subsp. attenuata Salm-Dyck
- Agave attenuata subsp. dentata (J.Verschaff.) B.Ullrich

## Képek

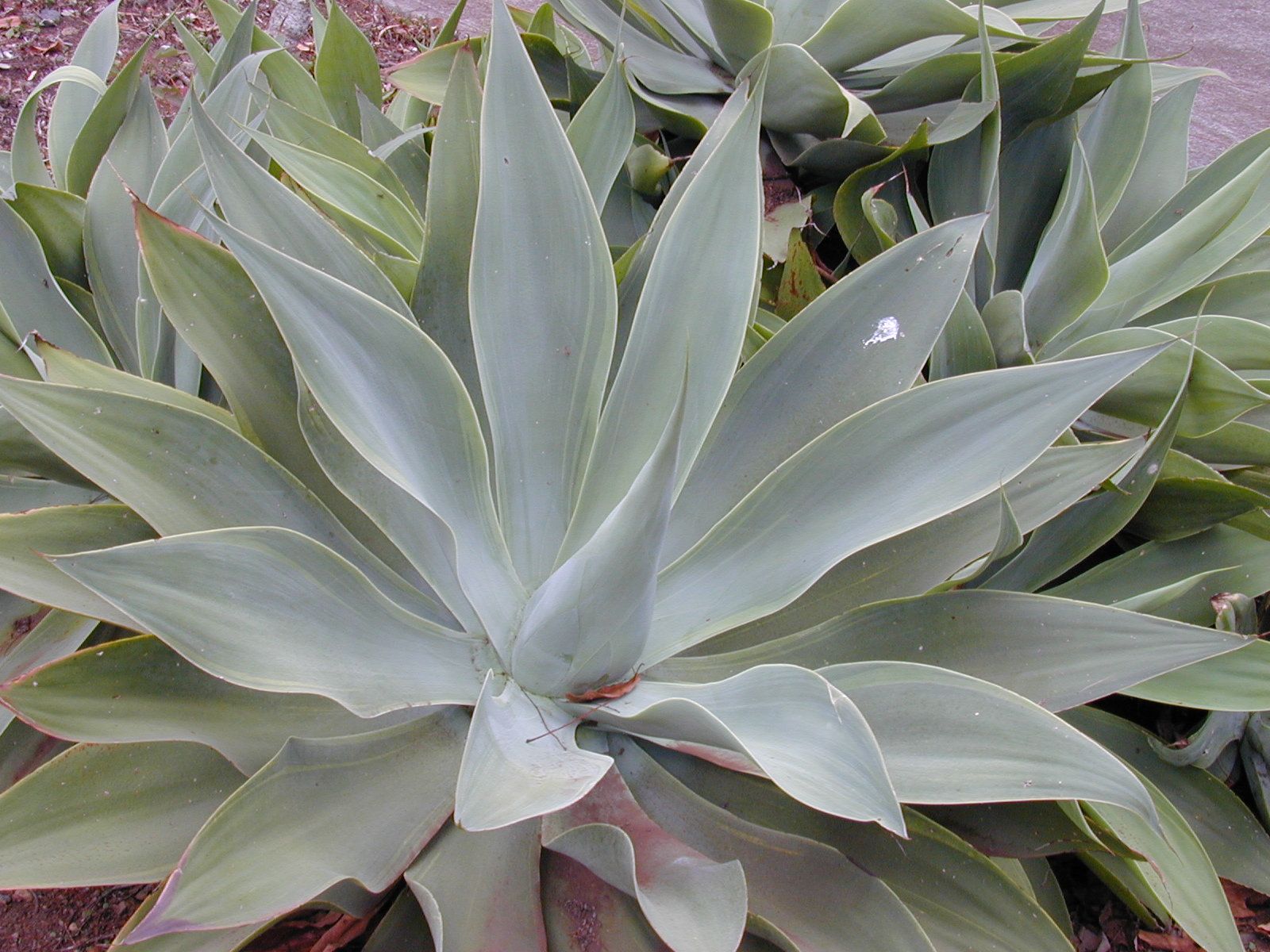
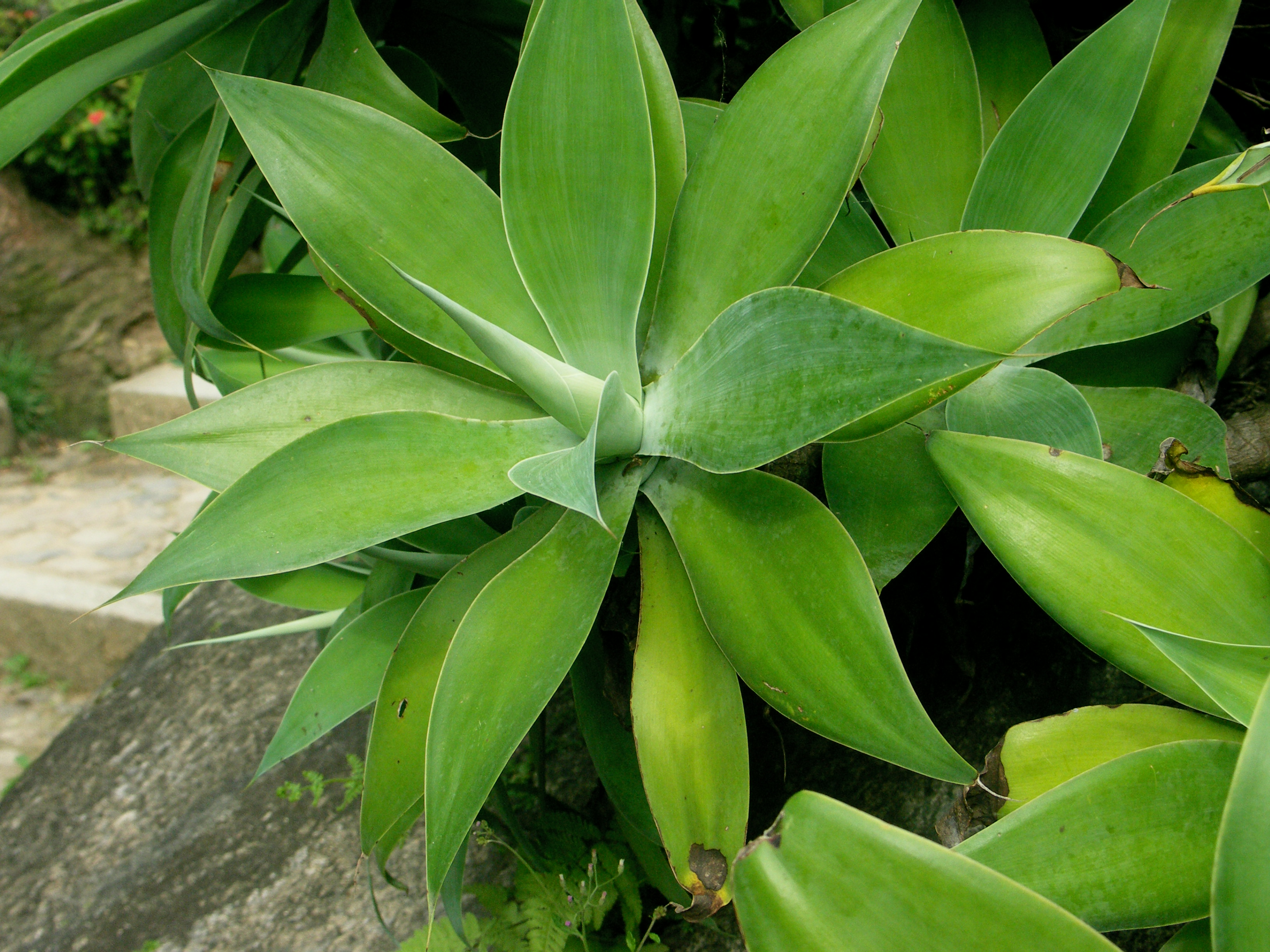
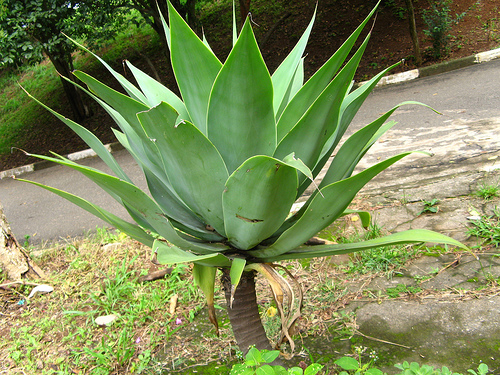
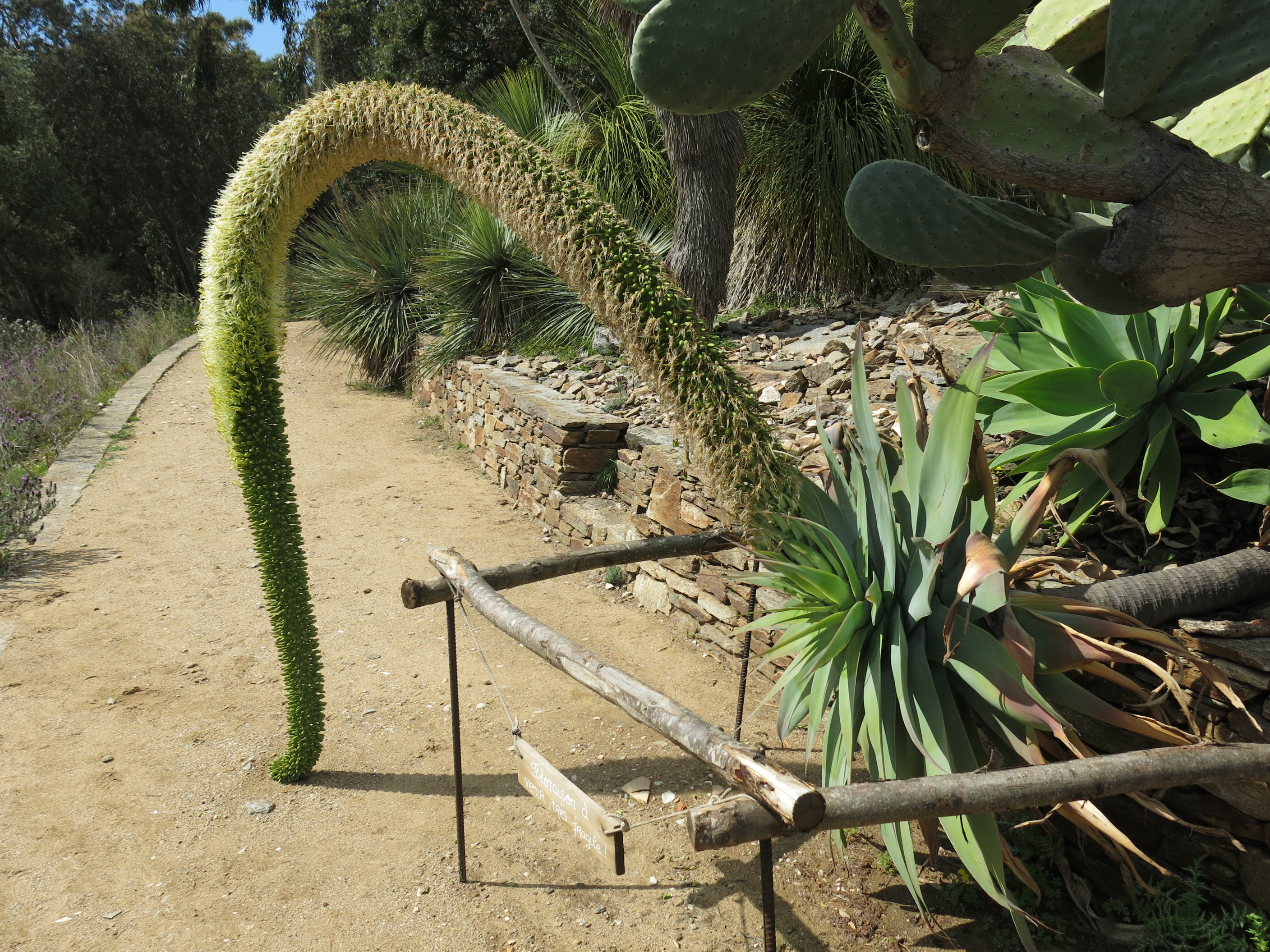
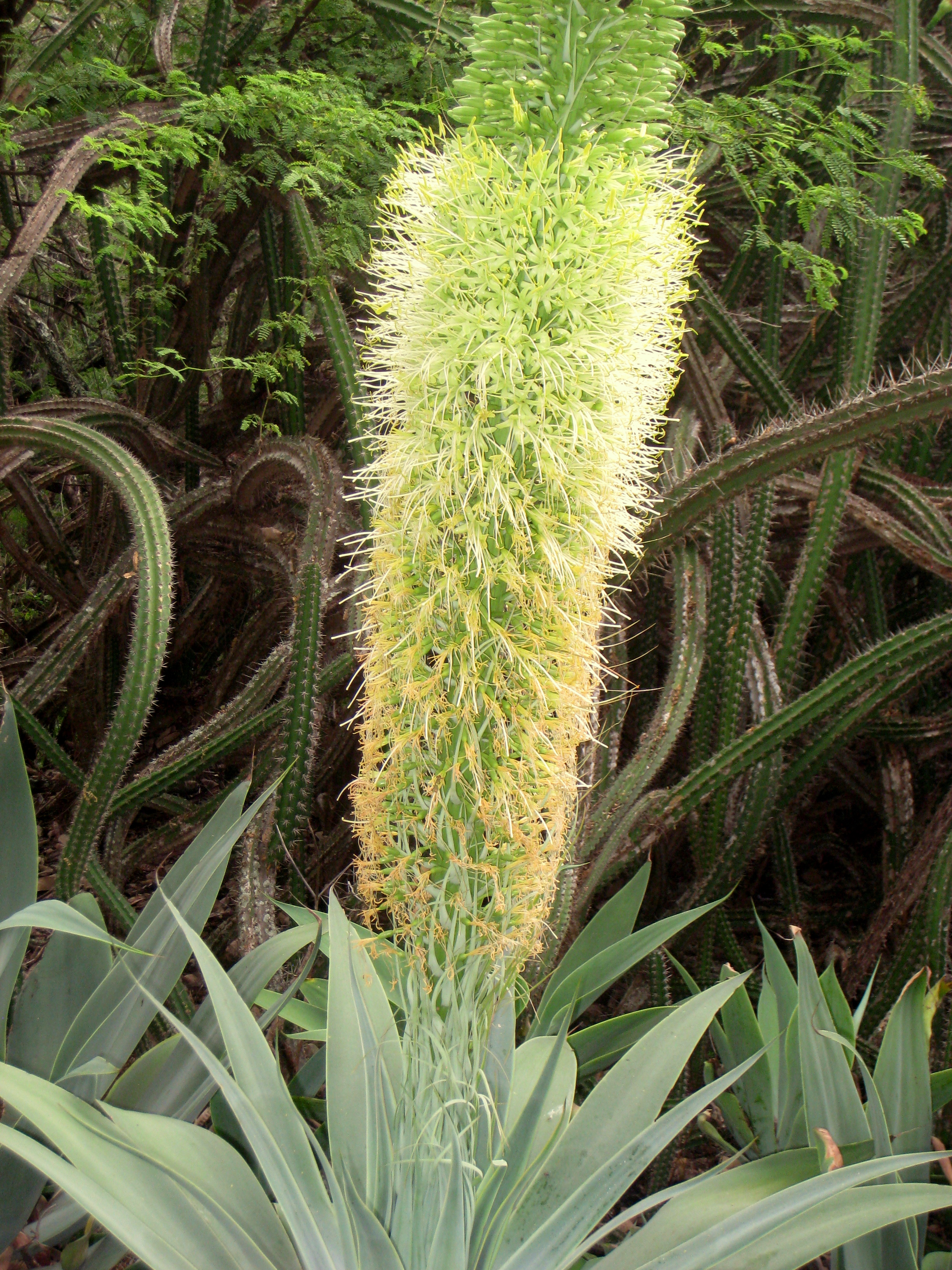